# Maxera marchalii
Maxera marchalii là một loài bướm đêm trong họ Noctuidae.